# 145558 Раіатеа
145558 Раіатеа (145558 Raiatea) — астероїд головного поясу, відкритий 17 липня 2006 року.
Тіссеранів параметр щодо Юпітера — 3,331.
Названо на честь острова у Полінезії Раіатеа.